# Oktoberfest Hannover

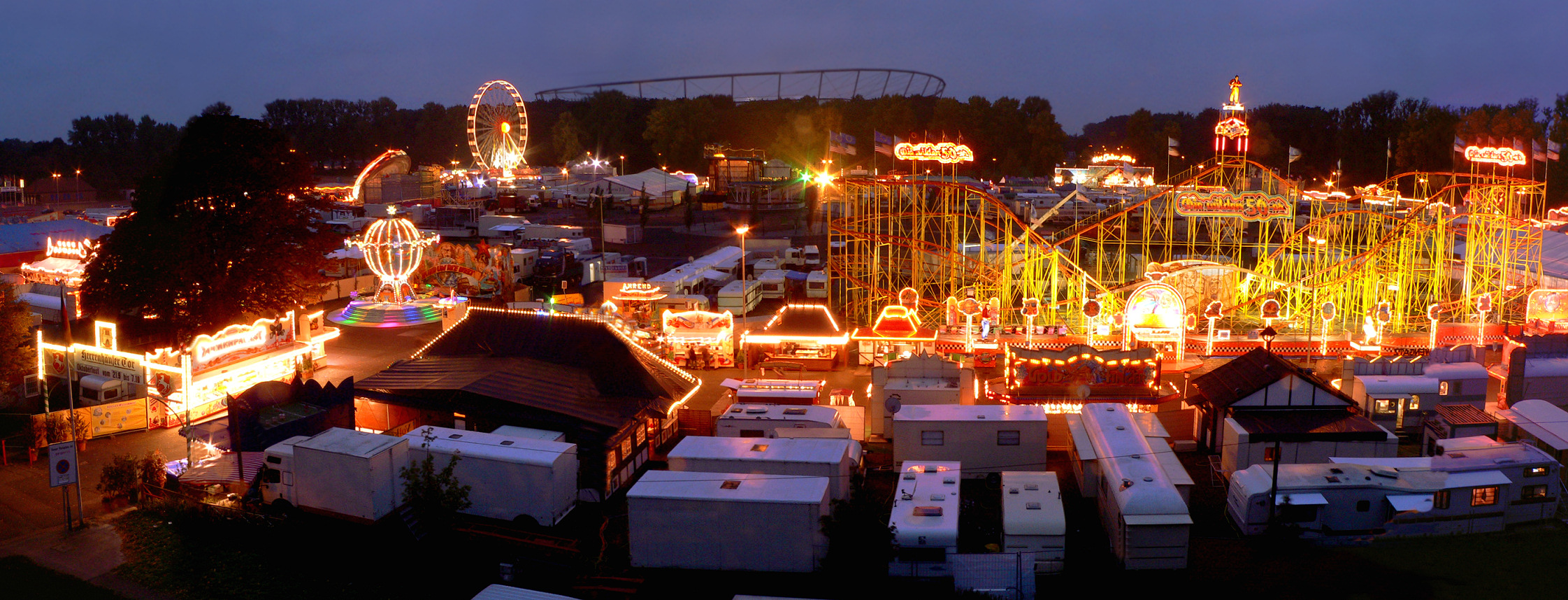
Festplatz nachts: links Riesenrad, rechts Achterbahn, im Hintergrund die Heinz-von-Heiden-Arena

Das Oktoberfest Hannover ist ein seit 1964 alljährlich Ende September/Anfang Oktober stattfindendes Volksfest in Hannover. Das Fest findet auf dem Schützenplatz statt und dauert 17 Tage.

## Geschichte
1964 wurde erstmals das hannoversche Erntefest auf dem Schützenplatz durchgeführt. Dieses Fest wurde entwickelt, um den Besuchern der damaligen Wrestlingmeisterschaften am gleichen Ort ein zusätzliches Rahmenprogramm zu bieten. Der Name des Festes änderte sich in den ersten Jahren häufig, das Thema hatte aber stets etwas mit Ernte zu tun. Es waren schließlich die Hannoveraner selber, die der Veranstaltung schließlich den Namen „Oktoberfest“ gaben. Um sich von dem Original in München abzugrenzen, erhielt das Fest offiziell die Bezeichnung „Oktoberfest Hannover“. Das bajuwarische Thema nahm dann nach und nach mehr Platz auf dem Fest ein. Heute präsentiert sich das Fest als ein Mix aus bayerischem Oktoberfest und niedersächsischem Erntefest, wobei der Fokus mittlerweile ganz klar auf dem bayerischen Oktoberfestthema liegt. So sieht man jetzt immer mehr Besucher in bayerischen Trachten und Lederhosen. Auf Grund der Corona-Pandemie fand das Oktoberfest Hannover 2020 und 2021 in verkleinerter Form und unter diversen Hygieneauflagen als „Herbstvergnügen Hannover“ statt.

## Umfang
Das Oktoberfest Hannover ist mit rund 500.000 Besuchern das größte seiner Art in Norddeutschland. In Hannover ist das Oktoberfest die fünftgrößte Open-Air-Veranstaltung, nach dem Maschseefest, dem Weihnachtsmarkt, dem Schützenfest und dem Frühlingsfest.

## Festplatz

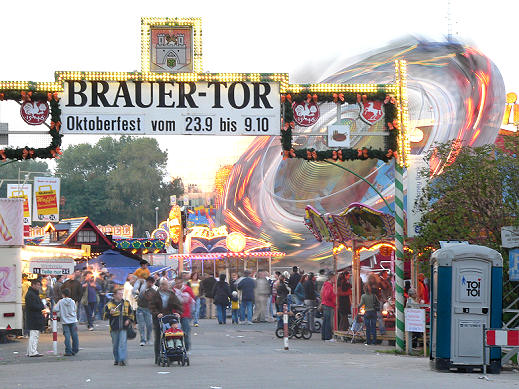
Festplatzeingang „Brauer-Tor“ mit Fahrgeschäft „Flipper“ in Aktion

Auf das Veranstaltungsgelände des Oktoberfestes gelangen die Besucher durch großformatige Tore an jeder Platzseite, ursprünglich nach ortsansässigen Brauereien benannt, wie:
- Herrenhäuser Tor
- Gilde-Tor
- Hanöversch-Tor (ehemals Wülfeler Tor und Wilkenburger Tor)
- Brauer-Tor
- Schausteller-Tor

Beim hannoverschen Oktoberfest sind durchschnittlich etwa 100 Schaustellerbetriebe mit verschiedenen Fahrgeschäften, Festzelten, zwei Achterbahnen, Riesenrad und den üblichen Ess- und Verkaufsständen vertreten. Die Stände bilden eine rund 3.000 m lange Gasse, die als Quadrat über den Platz führt.
2009 sendete erstmals ein Radiosender unter der Bezeichnung Oktoberfestradio Hannover 100,0 vom Festplatz. Dabei wurde die Eventradio-Frequenz 100,0 MHz genutzt.

## Ablauf des Oktoberfestes
Das Oktoberfest Hannover wird alljährlich durch einen Fassanstich in der Festhalle Marris eröffnet. Dieser wird vom Bürgermeister der Stadt Hannover durchgeführt und ist Auftakt zur Eröffnungsfeier mit Gästen aus Politik und Wirtschaft. Jeden Freitag gibt es Höhenfeuerwerke, jedes zu einem anderen Thema. Mittwochs ist Familientag mit Ermäßigungen bei den Fahrgeschäften und den Gastronomieständen. Zu seinem Programm gehört unter anderem Kaspertheater, Kinderschminken und Bastelaktionen. Die weiteren Programmpunkte bestehen aus einem Dirndl-Wettbewerb und Auftritten diverser Partybands und DJs. Am letzten Freitag steigt der Laternenumzug mit musikalischer Begleitung. Montag und Dienstag sind Ruhetage, an denen das Oktoberfest geschlossen bleibt.

## Gastronomie und Festzelte
Auf dem Oktoberfest Hannover befinden sich zwei große Festzelte, zwei kleine Zelte und mehrere Biergärten. Zu den traditionsreichen Getränken gehören die Lüttje Lage und das von der Privatbrauerei Herrenhausen gebraute Hannoversche Festbier, welches es nur auf dem Oktoberfest Hannover gibt.

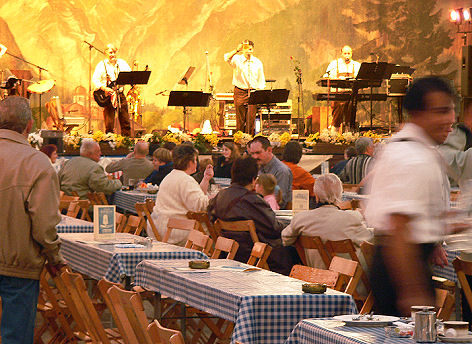
Festhalle (Bierzelt) mit bayerischer Live-Musik

### Festhalle Ahrend
1500 Personen finden in diesem Disco-Zelt Platz. Hier präsentieren täglich DJs und Livebands die Charts und Hitklassiker. Mittwochs gibt es Kinderdisco. Ausgeschenkt werden hier die Biere der Privatbrauerei Herrenhausen.

### Festhalle Marris
Die Festhalle bietet rund 1500 Personen Platz. Hier gibt es Haxen und Fassbier. Abends gibt es von Livebands oder Alleinunterhaltern Bayerische Volksmusik und an einem Abend gibt es einen Dirndl-Wettbewerb. Hier wird das Fest auch feierlich mit dem Fassanstich eröffnet. Ausgeschenkt werden die Biere der Gilde Brauerei.

### Kleine Zelte
Die kleinen Zelte sind Vorlops Spezialitäten-Grill und das Tiroler Dorf. In letzterem gestalten DJs an den Wochenenden das Programm.

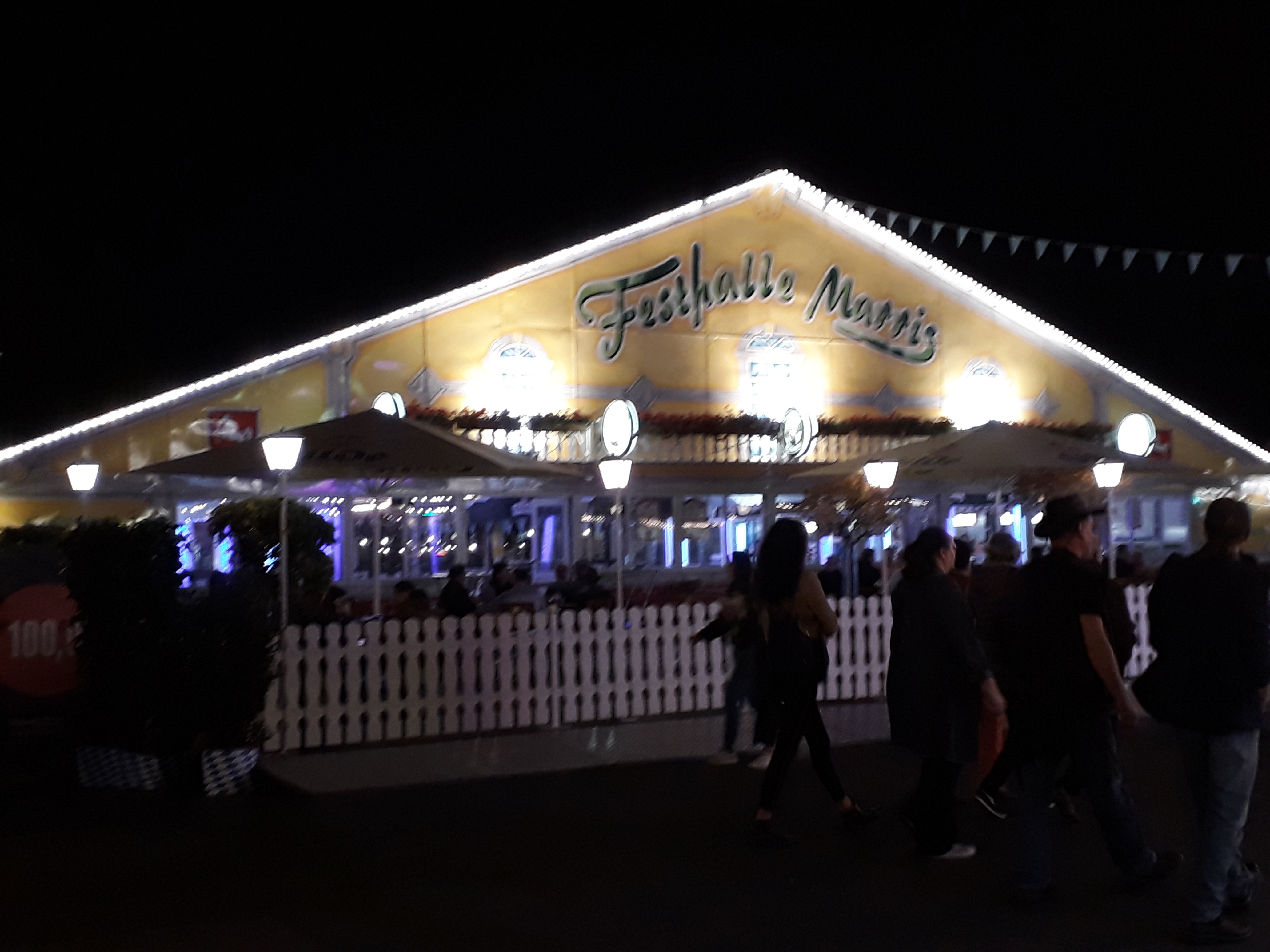
Festhalle Marris (Hauptfestzelt)
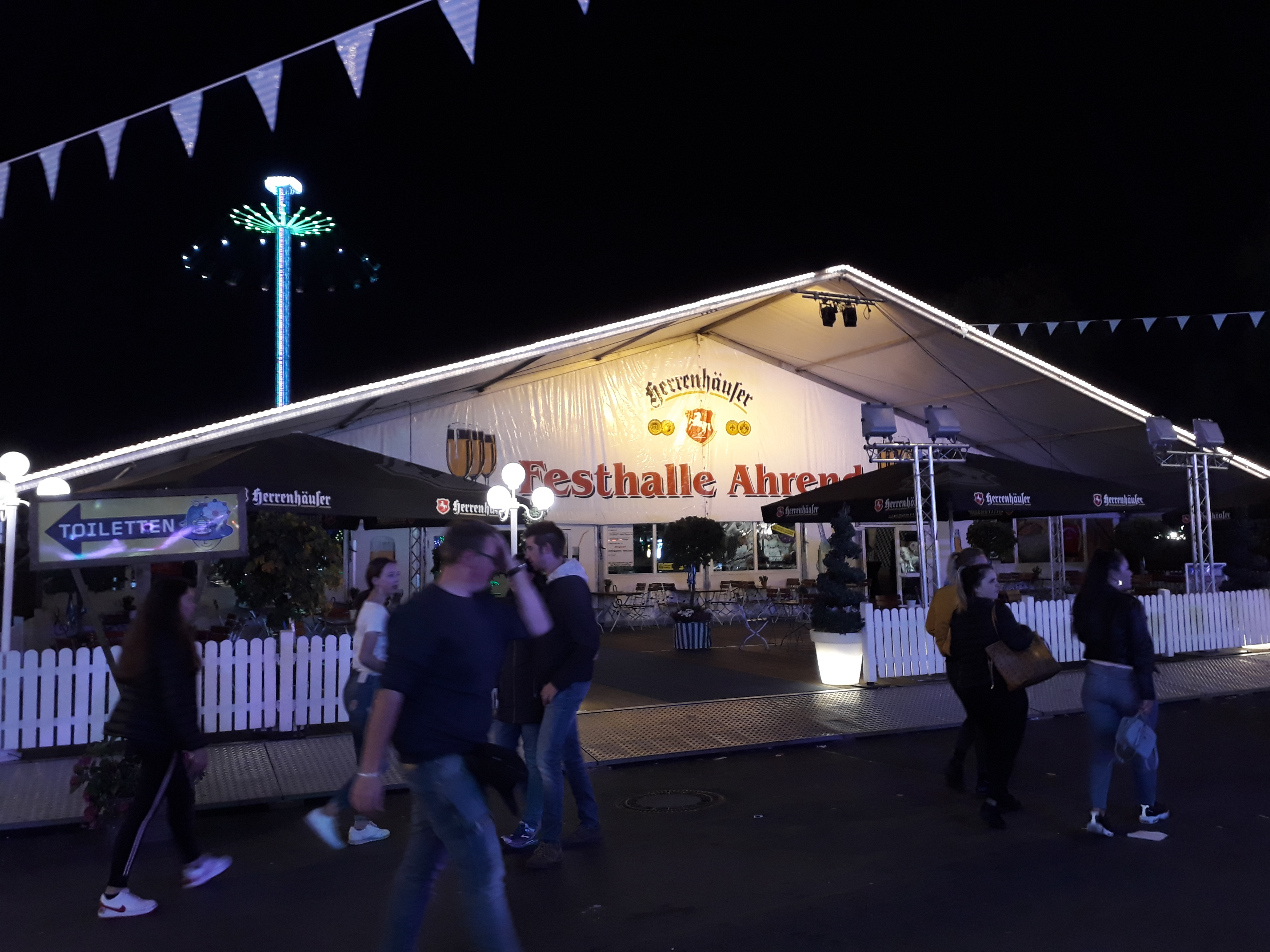
Festhalle Ahrend
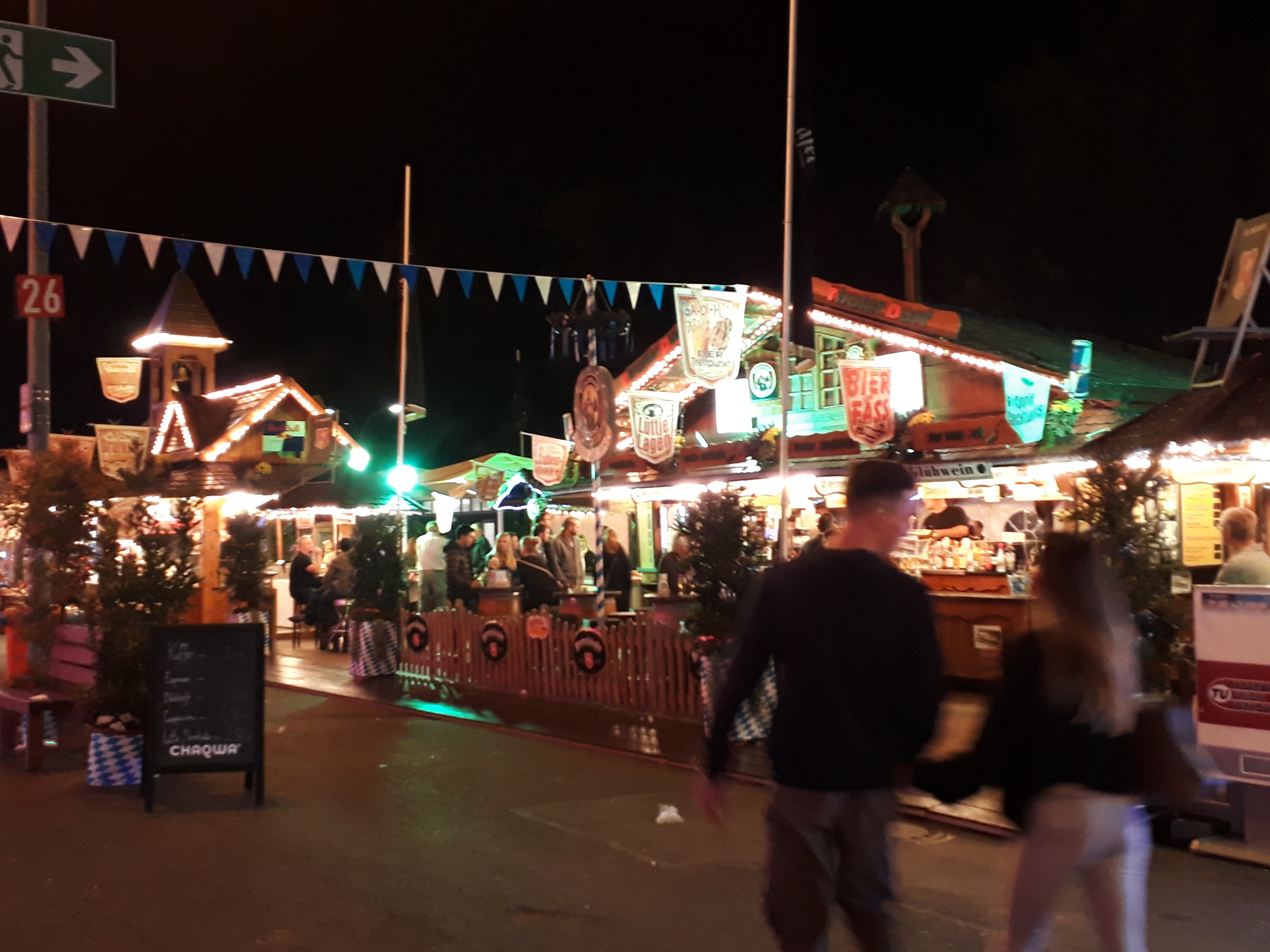
Tiroler Dorf

## Attraktionen

### Stamm-Fahrgeschäfte

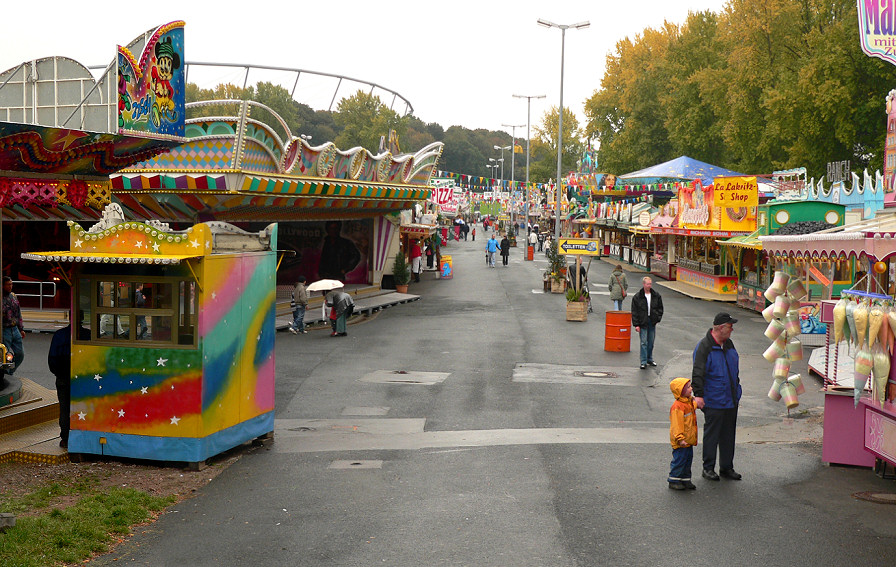
Fahrgeschäfte und Buden

Achterbahn
Auf dem Oktoberfest befinden sich allgemein zwei Achterbahnen. Bis 2012 gehörte die Achterbahn Rock & Roller Coaster (bis 2010 Die wilden 50er und bis 1997 Super-8-Bahn) zur Stammbesetzung. Seit 2013 standen verschiedene Bahnen wie Berg und Tal, Black Hole, Coco Beach, Crazy Jungle, Crazy Mouse, High Explosive, Karibik Coaster, Kuddel der Hai, Tom der Tiger, Time Machine - The Coaster oder Wilde Maus auf dem Oktoberfest. 2016 war zum ersten Mal die weltgrößte transportable Wilde Maus zu Gast (Wilde Maus XXL). 2018 handelte es sich nach sechsjähriger Pause wieder um den Rock & Roller Coaster.
Autoscooter
Bis 2008 standen auf dem Oktoberfest jedes Jahr drei Autoscooter. Seitdem stehen dort nur noch zwei, darunter zählen der Music Hall und der Top In. 2018 wurde die Zahl wieder auf Drei erhöht.
Breakdance
Jedes Jahr steht dieser Fahrgeschäftstyp auf dem Oktoberfest.
Geisterbahn
Zu den häufigsten Vertretern gehören und gehörten Die große Geisterbahn (heute: Geister-Schloss) sowie Schloss Dracula (heute: Die große Geisterbahn). Ansonsten standen auch der Fantasy-Drive, Halloween, Tanz der Vampire, Geisterstadt oder Shocker auf dem Oktoberfest.
Musik Express
Jährlich steht auf dem Oktoberfest die Heisse Räder, welches ein Unikat des Typs vom Musik Express ist. 2021 stand zusätzlich ein klassischer Musik-Express auf dem Platz.
Riesenrad
In jedem Jahr steht auf dem Oktoberfest ein 50 Meter hohes Riesenrad, welches 36 Gondeln besitzt und 216 Personen aufnehmen kann. Nur 2007 und 2008 war das kleinere Europarad auf dem Fest vertreten. In den Jahren 2009 und 2010 standen keine Riesenräder auf dem Fest. 2020 stand zum ersten Mal das Caesars Wheel auf dem Platz.
Schlittenfahrt
Auch dieser Fahrgeschäftstyp gehört zum gewohnten Anblick auf dem Oktoberfest. Häufigster Gast ist die Petersburger Schlittenfahrt, aber auch die Bahnen Tai-Fun, Hawaii Swing und Tropicana waren schon zu Gast.
Shaker
Ebenso ist jährlich ein solcher Fahrgeschäftstyp auf dem Oktoberfest vertreten.
Wildwasserbahn
In der Regel steht auf dem Oktoberfest eine Wildwasserbahn. Am häufigsten ist die Wasserbahn Auf Manitus Spuren vertreten. Aber auch die Bahnen Piraten-Fluss und Poseidon waren mehrfach zu Gast. Im Jahr 2010 stand zum ersten Mal die Rafting-Bahn Atlantis-Rafting auf dem Fest.

### Weitere Attraktionen
Seit dem Jahre 2010 waren, neben den Stammgästen, unter anderem folgende Fahr-, Schau- und Belustigungsgeschäfte auf dem Oktoberfest Hannover vertreten:
| - 1001 Nacht - Action House - Air Crash - Alcatraz - Altweibermühle - Amazonas - Around the World - Atlantis - Ballonfahrt - Bayern Rutsch'n - Big Spin - Booster - Booster Maxxx Mega G-4 - Crazy Island - Crazy Outback - Entertainer - Evolution - Extrem - Feueralarm - Flipper - Fly Over - Fun Street - Fuzzy's Lachsaloon - G-Force | - Ghost Rider - Glasirrgarten - Happy Family - Happy Slide - Heart Breaker - Hip-Hop-Fly - Hip Hop Jumper - Hupferl - Hurricane - Indianapolis - Jekyll & Hyde - Jukebox No. 1 - Kettenkarussell - Kristall-Grotte - Kristall-Palast - Krumm und Schief Bau - Labyrinth - Live Boxen - Magic - Nightstyle - No Limit - Panic Room - Pharaos Rache | - Piratenrutsche - Playball - Pool Party - Project X - Psychodelic - Rocket - Remmi Demmi - Rock & Roll (Premiere) - Spass-Mobil - Street Fighter - Superhopser - Super-Rutsche - Tal der Könige - The Golden Fifties - The Tower Event Center - Time Factory - Time Machine - Toboggan - Turbo Force - U-3000 - Villa Wahnsinn - Wellenflug - X-Factor - XXL Krake |

## Oktoberfest 2020

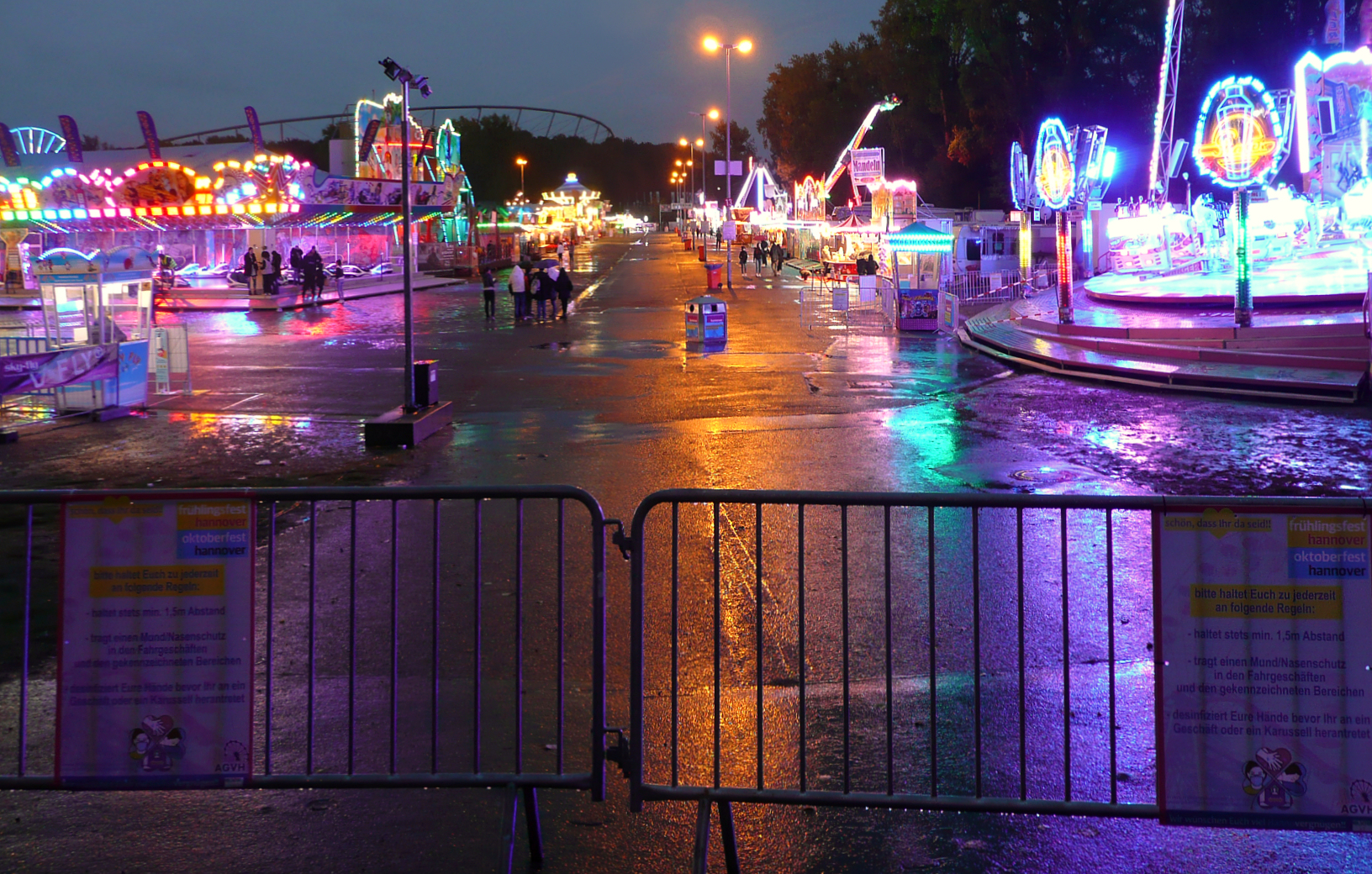
Abgesperrter Festplatz beim „Herbstvergnügen Hannover“, 2020

Im Jahr 2020 fand das Oktoberfest Hannover trotz der anhaltenden COVID-19-Pandemie und wieder ansteigender Infektionszahlen bei der COVID-19-Pandemie in Niedersachsen in verkleinerter Form unter der Bezeichnung „Herbstvergnügen Hannover“ statt. Es dauerte ausnahmsweise 31 statt 17 Tage an und erhielt aufgrund der zeitlichen Dauer rechtlich eine Zulassung als mobiler Freizeitpark. Auf dem Gelände und in den Fahrgeschäften galt Maskenpflicht. 3800 Besucher durften gleichzeitig auf dem umzäunten Gelände sein. Die Belegung wurde durch ein Ampelsystem angezeigt, das auch im Internet dargestellt wurde. Erstmals wurden keine Spirituosen ausgeschenkt und erkennbar Betrunkene nicht aufs Gelände gelassen bzw. vom Gelände verwiesen. Als „Hygienebeitrag“ wurden von jedem Besucher 2,- € verlangt, die bei Schaustellerbetrieben eingelöst werden konnten.